# Imad (album)
Pour les articles homonymes, voir Imad.
Singles
1. Toko dombi[1]
Sortie : 18 mars 2024
2. Chacun son chacun
Sortie : 3 octobre 2024
3. Un peu de retenue[2]
Sortie : 30 janvier 2025
4. La vraie vie
Sortie : 6 février 2025

Imad est le premier album du chanteur et rappeur français Théodort sorti le 24 mai 2024.
Une réédition de l'album est sortie le 7 février 2025 sous le nom de Imad, la suite.

## Liste des titres
| Imad  | Imad             | Imad                                      | Imad  | Imad | Imad | Imad | Imad | Imad | Imad |
| No    | Titre            | Producteur(s)                             | Durée |      |      |      |      |      |      |
| ----- | ---------------- | ----------------------------------------- | ----- | ---- | ---- | ---- | ---- | ---- | ---- |
| 1.    | BB               | Lowonstage                                | 2:49  |      |      |      |      |      |      |
| 2.    | Message audio    | Lowonstage                                | 3:27  |      |      |      |      |      |      |
| 3.    | Heureusement...  | Lowonstage, Felipe Saldivia               | 2:31  |      |      |      |      |      |      |
| 4.    | Wayeh            | Julien Nodot, Lowonstage, Felipe Saldivia | 2:28  |      |      |      |      |      |      |
| 5.    | Si ça va         | Lowonstage, Felipe Saldivia               | 3:04  |      |      |      |      |      |      |
| 6.    | CR7              | Lowonstage                                | 2:03  |      |      |      |      |      |      |
| 7.    | La mentale       | Lowonstage                                | 2:22  |      |      |      |      |      |      |
| 8.    | À l'agonie       | Lowonstage                                | 2:34  |      |      |      |      |      |      |
| 9.    | Toko dombi       | Lowonstage, web7                          | 2:38  |      |      |      |      |      |      |
| 10.   | Dieu m'entend    | Lowonstage, Felipe Saldivia               | 3:29  |      |      |      |      |      |      |
| 11.   | Perd seul        | Lowonstage                                | 2:10  |      |      |      |      |      |      |
| 12.   | Côté mer         | Lowonstage, Felipe Saldivia               | 2:27  |      |      |      |      |      |      |
| 13.   | Chante à la Lune | Lowonstage                                | 2:47  |      |      |      |      |      |      |
| 14.   | Yoga             | Lowonstage, Felipe Saldivia               | 2:28  |      |      |      |      |      |      |
| 15.   | Iribin nãte      | Lowonstage                                | 2:44  |      |      |      |      |      |      |
| 40:01 |                  |                                           |       |      |      |      |      |      |      |

| Imad, la suite | Imad, la suite            | Imad, la suite           | Imad, la suite | Imad, la suite | Imad, la suite | Imad, la suite | Imad, la suite | Imad, la suite | Imad, la suite |
| No             | Titre                     | Producteur(s)            | Durée          |                |                |                |                |                |                |
| -------------- | ------------------------- | ------------------------ | -------------- | -------------- | -------------- | -------------- | -------------- | -------------- | -------------- |
| 1.             | Un peu de retenue         | Marso                    | 3:01           |                |                |                |                |                |                |
| 2.             | La vraie vie              | Lowonstage, Shaag        | 2:23           |                |                |                |                |                |                |
| 3.             | Le monde veut pas de nous | Lowonstage               | 2:12           |                |                |                |                |                |                |
| 4.             | Chacun son chacun         | Lowonstage, Bii Wiiggins | 2:32           |                |                |                |                |                |                |
| 5.             | La bague                  | Lowonstage               | 2:50           |                |                |                |                |                |                |
| 6.             | Shield                    | Lowonstage               | 1:44           |                |                |                |                |                |                |
| 7.             | Lifestyle                 | Lowonstage               | 3:02           |                |                |                |                |                |                |
| 17:44          |                           |                          |                |                |                |                |                |                |                |

## Clips vidéos
- Toko dombi : 18 mars 2024
- Wayeh : 30 avril 2024
- Chacun son chacun : 3 octobre 2024
- Un peu de retenue : 30 janvier 2025
- La vraie vie : 6 février 2025
- Le monde veut pas de nous : 19 février 2025

## Titres certifiés en France
- Wayeh  Diamant[5]
- Toko dombi  Or[6]

## Accueil commercial
L'album s'écoule à 12 183 exemplaires en une semaine.

## Classements et certifications

### Classements hebdomadaires
| Classements (2024)           | Classement |
| ---------------------------- | ---------- |
| Suisse (Schweizer Hitparade) | 10         |
| France (SNEP)                | 1          |
| Belgique (Wallonie Ultratop) | 6          |

### Certifications et ventes
| Région        | Certification | Ventes/Streams |
| ------------- | ------------- | -------------- |
| France (SNEP) | Or            | 50 000         |